# El gitano, la cabra y la trompeta
El Gitano, la Cabra y la trompeta fue un grupo de rock español procedente de Badajoz, Extremadura, España. Estuvieron activos durante el periodo del año 1998 al 2012. En su trayectoria grabaron 3 discos en estudio, una maqueta y realizaron presentaciones en vivo durante ese tiempo.

## Historia
El Gitano, la Cabra y la trompeta se forma en el verano del año 1998 en el pequeño pueblo de La Serena ubicado en Badajoz, Extremadura, España. La formación original consistía en Raúl Jiménez Rodríguez (Guitarra y voz), LoLo "Alias el Chino" (Bajo y coros) y Juanjo Pozo (Batería y coros), este trio se mantuvo vigente hasta el verano del año 2000 cuando grabaron su primera maqueta llamada "De pueblo en pueblo" la cual se grabó en Madrid por "Está por ver Producciones" gracias a la ayuda de Fortu, cantante de la banda Obús, las canciones tocaban temáticas variadas, incluyendo desde una crítica política, hasta temas sexuales y críticas sociales. En el año 2001 graban su primer disco en estudio titulado "Tres personajes del comic", tras la salida de LoLo entra Manolo Pozo (Hermano de Juanjo), tocando el bajo y cantando los coros de las canciones. Gran parte de este trabajo se basa en las canciones que Raul había compuesto en su grupo anterior llamado "Los Tres de la Haba" (En honor al nombre de la localidad donde se formó). En el 2002 llega su segundo trabajo titulado "Donde esta el mar", recibiendo críticas de toda índole y generalmente aceptado por la audiencia local, en el año 2004 se modifica la formación del grupo tras la salida de Juanjo Pozo y su hermano Manolo Pozo se integran Susi Sánchez, Luismi García y Juanjo Pizarro (Que fue el productor del segundo disco). Tras más años de actividad y presentaciones en vivo, en el año 2009 llega su último trabajo hasta la fecha titulado "Besos por balas", quedando la formación del grupo en Raúl Jiménez Rodríguez (Guitarra y voz), Álvaro González Delicado (Bajo), Alberto David Macías (Guitarra y coros), Juanjo Balas Frontela (Batería y coros). En el año 2012, Raul decide abandonar el grupo, finalizando así la historia de El Gitano la Cabra y la trompeta.

## Colaboraciones
- El cantante José Andrëa participó durante la grabación de la canción "Investigando en los tejados", del álbum "Besos por balas".

- Se presentaron en el Canal Extremadura de televisión española, tocando su tema más popular "Que rían los ríos", seguido de "Rancherita".

- Tocaron en el festival en línea de música Noise Off Festival, presentándose ante miles de espectadores en la internet. Y colaborando al final de show con José Andrëa y Uróboros interpretando el tema "Investigando en los tejados".

## Componentes
Antiguos
- LoLo (Alias "El Chino"): Bajo y coros
- Juanjo Pozo: Batería
- Manolo Pozo: Bajo

Actuales
- Raúl Jiménez Rodríguez: Guitarra y voz
- Álvaro González Delicado: Bajo y coros
- Juanjo Balas Frontela: Batería
- Alberto David Macías: Guitarra y coros

## Discografía
- Tres Personajes del Comic (2001)

| N.º | Título                  | Duración |  |
| 1.  | «Enero»                 | 2:35     |  |
| 2.  | «Vente Conmigo»         | 3:08     |  |
| 3.  | «La hermana Cristina»   | 2:20     |  |
| 4.  | «Si me enamoro»         | 3:51     |  |
| 5.  | «Rancherita»            | 3:13     |  |
| 6.  | «Ramadan»               | 1:40     |  |
| 7.  | «Al alba»               | 3:10     |  |
| 8.  | «Rock'nPorno»           | 3:38     |  |
| 9.  | «Guadalupe y Sebastian» | 2:15     |  |
| 10. | «Insumision»            | 2:23     |  |
| 11. | «Que rían los ríos»     | 3:33     |  |

- Donde esta el mar (2002)

| N.º | Título                              | Duración |  |
| 1.  | «Quiero sentarme en las nubes»      | 3:07     |  |
| 2.  | «Volveré a tomar el sol»            | 3:14     |  |
| 3.  | «Insolvente»                        | 4:50     |  |
| 4.  | «Pájaros de Hierro»                 | 2:43     |  |
| 5.  | «El Espejo»                         | 3:00     |  |
| 6.  | «Grilletes»                         | 4:06     |  |
| 7.  | «Eterna Sombría»                    | 2:47     |  |
| 8.  | «El gitano, la cabra y la trompeta» | 2:53     |  |
| 9.  | «He dejado de ser yo»               | 2:25     |  |
| 10. | «Libertad duradera»                 | 3:17     |  |

- Besos por balas (2009)

| N.º | Título                        | Duración |  |
| 1.  | «Besos por balas»             | 3:39     |  |
| 2.  | «Me gustan los inviernos»     | 3:40     |  |
| 3.  | «Otro vaso»                   | 3:57     |  |
| 4.  | «Donde viajan los deseos»     | 5:33     |  |
| 5.  | «Artes marciales»             | 3:41     |  |
| 6.  | «Irene»                       | 3:27     |  |
| 7.  | «Investigando en los tejados» | 5:39     |  |
| 8.  | «La isla del tesoro»          | 2:08     |  |
| 9.  | «Sin ética ni moral»          | 2:27     |  |
| 10. | «Que nadie es nadie»          | 4:00     |  |
| 11. | «Desheredados»                | 3:13     |  |
| 12. | «Los cuatro elementos»        | 4:19     |  |

- Datos: Q18798994